# Wojska chemiczne ludowego Wojska Polskiego

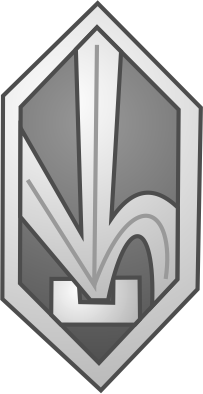
Korpusówka wojsk chemicznych

Wojska chemiczne ludowego Wojska Polskiego – jeden z rodzajów wojsk Wojska Polskiego w latach 1943-1990.

## Wojska chemiczne w PSZ w Związku Radzieckim
Już w strukturach 1 Dywizji Piechoty im. Tadeusza Kościuszki znalazły się pierwsze pododdziały chemiczne. Były to dywizyjna kompania chemiczna oraz pułkowe plutony chemiczne. Kolejno formowane dywizje posiadały podobny skład i wyposażenie. Po utworzeniu 1 Armii Polskiej, w jej składzie znalazły się: 1 samodzielny batalion chemiczny i 2 samodzielny przeciwpancerny zmechanizowany batalion miotaczy ognia. Kolejne oddziały i pododdziały chemiczne powstawały po wydaniu dekretu przez Krajową Radę Narodową o utworzeniu odrodzonego Wojska Polskiego. 
W dniu zakończenia wojny w strukturach ludowego WP znajdowało się:
- 3 bataliony chemiczne – 1 i 3 samodzielne bataliony chemiczne oraz 2 batalion miotaczy ognia;
- 16 kompanii chemicznych, w tym 15 dywizyjnych i jedna korpuśna w 1 KPanc);
- 46 plutonów chemicznych, z tego 42 w pułkach piechoty, 3 w pułkach kawalerii i 1 w brygadzie piechoty zmotoryzowanej.

## Pokojowa reorganizacja wojsk chemicznych
Z chwilą powstania okręgów wojskowych 1 bchem włączono OW Pomorze, 3 bchem do OW Łódź, a 2 bmo do OW Śląsk. W połowie września 1945 roku bataliony chemiczne zostały rozwiązane, a 2 batalion miotaczy ognia przeformowano na 2 batalion obrony przeciwchemicznej.
Na początku 1946 roku w 2 bopchem zmniejszono liczbę żołnierzy o 43%.
Pół roku później batalion ten przemianowano ponownie na 2 batalion miotaczy ognia i przydzielono go do OW Poznań. W połowie 1947 roku w 2 bmo zwiększono stan osobowy batalionu o 40%. Rok później miała miejsce następna zmiana etatu, która spowodowała dalsze zwiększenie liczebności stanu osobowego batalionu kolejne 18%.
Reorganizacja wojsk chemicznych spowodowała, że ich stan osobowy uległ zmniejszeniu z 1077 żołnierzy w 1945 roku do 291 żołnierzy w 1948. 

## Okres przyspieszonego rozwoju wojsk chemicznych
W 1949 roku jedyną samodzielną jednostką wojsk chemicznych był 2 batalion miotaczy ognia. W 1950 roku w OW Pomorze i OW Śląsk powstały okręgowe kompanie obrony przeciwchemicznej. 26 kopchem rozlokowano w Inowrocławiu, a 29 kopchem w Oleśnicy.
Jesienią 1950 roku 2 batalion miotaczy ognia przeniesiono z Modlina do Orzysza, a pół roku później przeformowano go na nowy etat zwiększający liczbę żołnierzy z 261 do 322. Zreorganizowano też samodzielne kompanie obrony przeciwchemicznej. W 1952 roku, na bazie kompanii obrony przeciwchemicznych sformowano 26. i 29 bataliony obrony przeciwchemicznej o stanie 278 żołnierzy. 2 batalion miotaczy ognia przeformowano na nowy etat o stanie osobowym 370 żołnierzy.
Na początku 1953 roku przeprowadzono redukcję wojska. 2 batalion miotaczy ognia został zmniejszony do 275 żołnierzy.
Liczba żołnierzy w wojskach chemicznych zwiększyła się z 291 na początku 1949 roku do 1136 w 1952 roku. Wprowadzona w 1953 roku redukcja spowodowała zmniejszenie stanu osobowego tych wojsk do 987 żołnierzy.